# Фред Тілсон
Фред Тілсон (англ. Fred Tilson, 19 квітня 1904, Свінтон — 21 листопада 1972, Манчестер) — англійський футболіст, що грав на позиції нападника, зокрема за «Манчестер Сіті» та національну збірну Англії.

## Клубна кар'єра
У дорослому футболі дебютував 1926 року виступами за «Барнслі», в якому відіграв два сезони. 
Своєю грою за цю команду привернув увагу представників тренерського штабу клубу «Манчестер Сіті», до складу якого приєднався 1928 року разом зі своїм товаришем Еріком Бруком. Трансфер обох нападників обійшовся клубу з Манчестера у 6 тисяч фунтів. Загалом провів у його складі наступні десять сезонів своєї ігрової кар'єри. Головним бомбардиром «Сіті» став у сезоні 1932/33, забивши 23 голи в усіх турнірах. Наступного сезону став автором «дубля» у ворота «Портсмута» у фіналі кубка Англії, принісши цей трофей манчестерській команді. Загалом у складі «Манчестер Сіті» провів 264	матчів, у яких забив 110 голів.
Завершував ігрову кар'єру у команді «Нортгемптон Таун», за яку виступав протягом 1938—1939 років.

## Виступи за збірну
1934 року дебютував в офіційних матчах у складі національної збірної Англії. Протягом двох років провів у її формі 4 матчі, забивши 6 голів.
Помер 21 листопада 1972 року на 69-му році життя в Манчестері.

## Титули і досягнення
- Володар Кубка Англії з футболу (1):

«Манчестер Сіті»: 1933-1934
- Чемпіон Англії (1):

«Манчестер Сіті»: 1936-1937